# Andréievka (Sergatxski)
|  | Per a altres significats, vegeu «Andreievka». |

Andreievka (en rus: Андреевка) és un poble de l'óblast de Nijni Nóvgorod, a Rússia, segons el cens del 2010 tenia 334 habitants, pertany al districte de Sergatxski.